# 安食卜杭新田
安食卜杭新田（あじきぼっくいしんでん）は、千葉県印旛郡栄町の大字。郵便番号270-1517。

## 地理
北から南は安食、南西は印西市安食卜杭、北西は和田に隣接している。

## 歴史
江戸期は安食卜杭新田であり、下総国印旛郡のうち。寛文年間安食村卜杭野を開発して成立。はじめ幕府領、元禄11年から佐倉藩領、享保8年から幕府領。村高は「元禄郷帳」294石余、享保13年の見取場検地により252石余が改増、「天保郷帳」「旧高旧領」ともに561石余。小林新田・酒直卜杭新田、および笠神埜原（十四ヶ）新田を含めた地域は、枝利根川（将監川）と印旛沼に接しており、水害が多発したため早くから普請組合を結成している。明治6年千葉県に所属。神社は水神社・稲荷神社・三峯神社・厳島神社、寺院は天台宗覚了庵。明治22年飛地は境村の大字となり、本村は埜原村の大字となる。

### 年表
- 1873年（明治6年） - 千葉県に所属。
- 1889年（明治22年）4月1日 - 町村制施行し、印旛郡埜原村と下埴生郡境村が発足。飛地の字立島は境村大字安食卜杭新田となり、本村は埜原村大字安食卜杭新田になる[3][4]。
- 1892年（明治25年）12月28日 - 境村が安食町に町制施行改称。安食町大字安食卜杭新田となる。
- 1897年（明治30年）4月1日 - 下埴生郡が印旛郡に編入され安食町が印旛郡の所属となる。
- 1955年（昭和30年）12月1日 - 布鎌村、安食町が合併し栄町が発足。栄町安食卜杭新田になる。

## 施設
- 東京電力パワーグリッド安食変電所
- 立嶋児童公園

## 交通

### 道路
- 国道
  - 国道356号